# Kaori Mizuhashi
Kaori Mizuhashi (水橋 かおり, Mizuhashi Kaori, nascuda el 28 d'agost de 1974 a Sapporo, Hokkaidō, Japó) és una seiyū que treballa a càrrec d'Arts Vision. El seu debut fou el 1988 a través del joc First Kiss Story.
També és coneguda com a Tomomi Uehara, un àlies amb el que se l'acredita en els videojocs Hentai.

## Treballs de Veu

### TVanime
- Ai Yori Aoshi (Taeko Minazuki)
- Ai Yori Aoshi ~Enishi~ (Taeko Minazuki)
- Angelic Layer (Hijiri Shibata, germana de Tomo, s)
- ARIA The ANIMATION (Ai, Hime-shachou)
- ARIA The NATURAL (Ai)
- Baka to test to Shokanju (Shimada Minami)
- The Big O (Tami)
- Disgaea: Hour of Darkness (Laharl)
- Edens Bowy (Nyako Mikenika)
- Fushigiboshi no Futagohime (Altessa)
- Fushigiboshi no Futagohime Gyu! (Altessa)
- Futakoi (Sara Shirogane)
- Futakoi Alternative (Sara Shirogane)
- G-On Riders (Mako)
- Grenadier - The Senshi of Smiles (Teppa Aizen (xiqueta))
- Hellsing (Integra Hellsing (xiqueta))
- InuYasha (Shiori)
- Kaleido Star (Rosetta Passel)
- Karakuri Kiden Hiwou Senki (Machi)
- Kasumin (Kasumi Haruno)
- Kiddy Grade (Mercredi)
- Little Snow Fairy Sugar (Pepper)
- Kimi ga Nozomu Eien (acreditada como Tomomi Uehara) (Akane Suzumiya)
- Rockman. EXE sèries (Meiru Sakurai)
- Magical Girl Lyrical Nanoha (Yūno Scrya)
- Magical Girl Lyrical Nanoha A's (Yūno Scrya)
- Magical Meow Meow Taruto (Nachos)
- Mirmo! (Tomon)
- Naruto (Sakura Haruno)
- Scrapped Princess (Zefiris)
- Utawarerumono (Sakuya)
- Victorian Romance Emma (Vivian Jones)
- Full Metal Panic (Madoka Tsuge)(episodi 8)

### OVA
- Akane Maniax (Akane Suzumiya)
- First Kiss Story (Manami Orikura)
- Ghost Talker's Daydream (Miku)
- Hellsing (Integra Hellsing (xiqueta))
- Kaleido Star: New Wings -Extra Stage- (Rosetta Passel)
- Stratos 4 (Kiriko Aoki)

### Videojocs
- Akane Maniax (Suzumiya Akane)
- Ai Yori Aoshi (Taeko Minazuki)
- Battle Stadium D.O.N (Sakura Haruno)
- Omake Data D.C. II ～featuring YUN2!～(Sakura Yun)
- Disgaea: Hour of Darkness (Laharl)
- Disgaea 2 (Hanako, Laharl)
- Duel Savior Destiny (Claire)
- First Kiss Story (Manami Orikura)
- First Kiss Story II (Manami Orikura)
- Futakoi (Sara Shirogane)
- Futakoi Alternative: Koi to Shoujo to Machinegun (Sara Shirogane)
- Kimi ga Nozomu Eien (Suzumiya Akane)
- Kimi ga Nozomu Eien Special Fandisk (Suzumiya Akane)
- La Pucelle (Culotte)
- The Legend of Zelda: Ocarina of Time (Navi)
- Little Witch Parfait (Cocotte Kirsch)
- Melty Blood (Len)
- Muv-Luv (Suzumiya Akane)
- Muv-Luv Alternative (Suzumiya Akane)
- Phantom Brave (Marona)
- Phantom Kingdom (Pram, Marona, Laharl)
- Prism Ark (Fel)
- Quiz Magic Academy series (Maron)
- Saishuushiken Kujira (Sakura Yun)
- Saishuushiken Departures (Sakura Yun)
- Tales of Legendia (Norma Biatty)
- Utawarerumono: Chiriyukumonotachi he no Komoriuta